# Уран в культуре

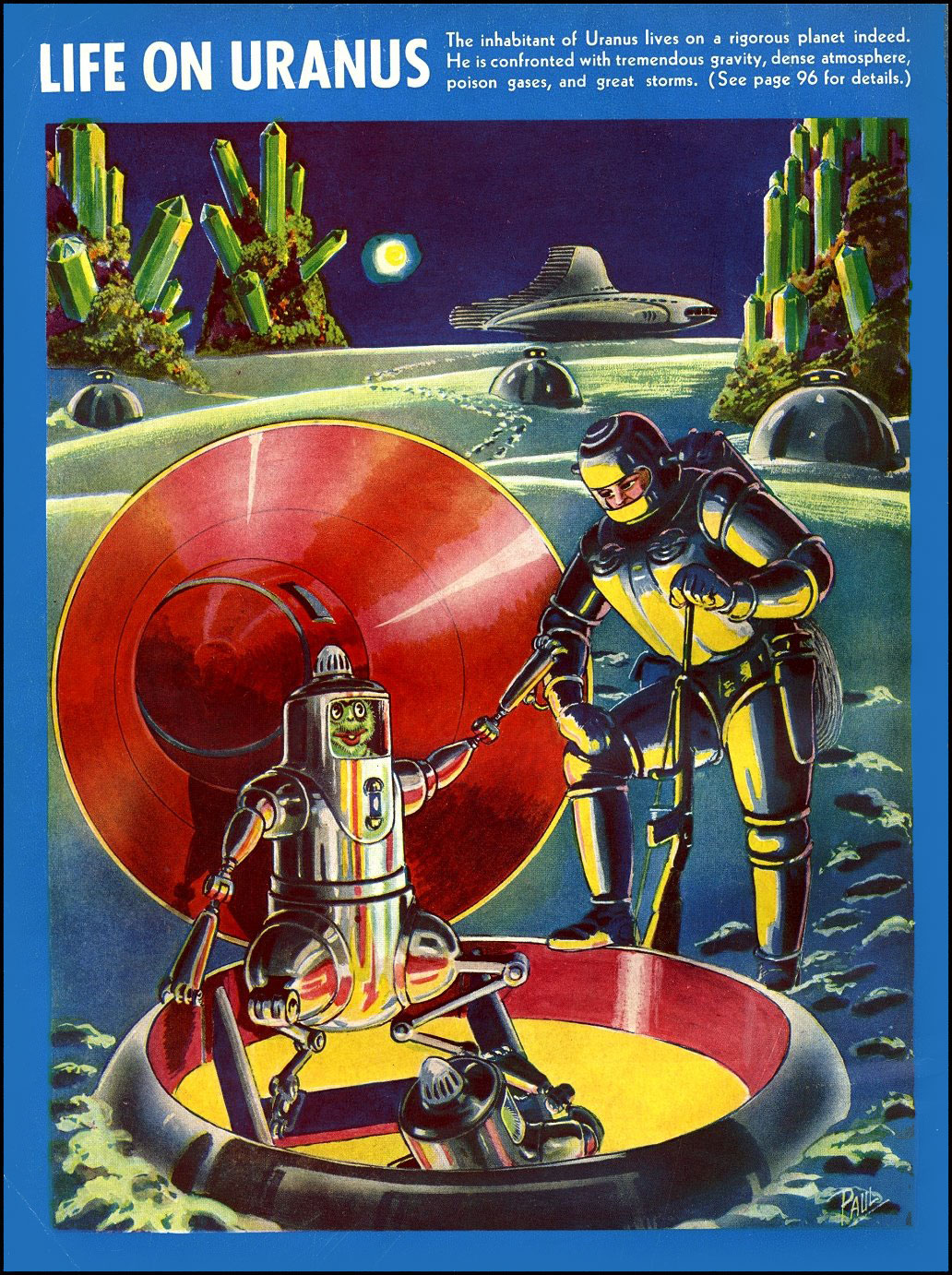
Задняя сторона обложки журнала «Fantastic Adventurer» за июнь 1940 года

Планета Уран фигурирует в ряде художественных произведений, в литературе, кино и мультипликации.

## Проза
Уран в качестве места действия сюжета дебютирует через 3 года после своего открытия Уильямом Гершелем. Сатирический памфлет «Covered planet, Georgium Sidus», описывает путешествие автора на воздушном шаре из Орлеана. Поднявшись в воздух, он обнаруживает что планета гораздо ближе и меньше, нежели утверждают астрономы. Кроме того, она не вращается, так что одна её половина всегда погружена в тьму, а вторая — в свет. Уран населен жителями, состоящими как бы из двух передних частей человеческого тела, одна из которых выражает социально-приемлемую форму поведения, а вторая — истинную.
В XIX веке в художественной литературе были популярны рассуждения об обитателях Луны, и именно они рассказывают герою рассказа 1813 года Джорджа Фаулера «A flight to the Moon: or the vision of Randalthus» о «планете Гершеля». В повести Фреда Брауна «What John Smith Saw in the Moon», опубликованной в 1893 году главный герой от них же узнает о наличии на Уране развитой цивилизации и её роли в зарождении жизни в Солнечной системе. Другим популярным в фантастике конца XIX — начала XX века сюжетным ходом было построение новой модели телескопа. Герои рассказа 1881 года «A peep at the planet. Further disclosures through the telescope of Major Titus» узнают что Уран населён, но качество изображения не позволяет им узнать дополнительные подробности. Новелла 1920-х годов «The End of the World» авторства Хью Кингсмилла сообщает что обитатели планеты живут в иглу, а поверхность её напоминает Арктику.
В научно-фантастическом романе Сергея Павлова «Лунная радуга» развитие сюжетной линии начинается вокруг необъяснимых драматических событий, произошедших с первыми пилотируемыми экспедициями на спутник Урана Оберон. Персонажи произведения Стенли Вейнбаума «Планета сомнений» отправляются в экспедицию на Уран, где обнаруживают, что планету населяют две разновидности необычных живых существ. Упоминается Уран в произведении Юлии Остапенко «Матильда и чужой». В повести Георгия Гуревича «Первый день творения» люди разрезают Уран для того, чтобы создать из его частей двенадцать пригодных для жизни планет. Не обойдены вниманием и некоторые из спутников планеты.

## Другие жанры
Отсылка к вновь открытой планете содержится в сонете Джона Китса On First Looking into Chapman's Homer, написанной в октябре 1816 года.
Центральным местом повествования является Уран в фильме «Путешествие к седьмой планете», вышедшем на экраны в 1962 году (производство США-Дания). По сюжету, главные герои оказываются в ситуации, когда некая неведомая сила берёт контроль над их разумом.
В советском фильме «Гостья из будущего», вышедшем на экраны в 1984 году, главный герой Коля Герасимов хочет отправиться на Уран, но справочный автомат отказывает ему, так как необходимо разрешение академии наук.
Планета неоднократно фигурирует во вселенной Marvel, в частности, раса Вечных имеет свою колонию на Уране.
Героини манги и аниме-мультсериала «Сейлор Мун» (за исключением заглавной) названы в честь планет солнечной системы. Выбор имени воительницы Сейлор Уран (она же Харука Тэнно) связывают с «мужской душой» или даже гомосексуальностью, из-за схожести с введенным в оборот Карлом Генрихом Ульрихсом термина «уранизм».
В астрологии Уран (символ — ) считается управителем знака Водолея.
Из-за созвучия английского произношения названия «Uranus» (созвучного с «your anus» — «твой анус»), планета фигурирует в бесчисленном множестве каламбуров соответствующего характера. Первые известные шутки такого типа относятся к 80-м годам XIX века, и получили широкое распространение в современной англоязычной прессе и литературе, фигурируя, в частности, в романах о Гарри Поттере.